# 甲本偉嗣
甲本 偉嗣（こうもと たけし、1979年10月3日 - ）は、北海道出身のサッカー指導者。

## 来歴
東海大学在学中の1998年から2001年はサッカー部ではなく、社会人登録（神奈川県社会人サッカーリーグ所属）のサークル・東海FC.WINGSで選手としてプレー。その後は指導者の道へ進み、京都サンガF.C.、湘南ベルマーレなどでコーチを務めた。
2011年、徳島ヴォルティスのコーチに就任。美濃部直彦、小林伸二、長島裕明、リカルド・ロドリゲスと監督が替わる中でもチームを支えた。J1に昇格した2021年シーズンは新監督に就任したダニエル・ポヤトスが新型コロナウイルス感染症に伴う検疫措置の影響で日本への入国が困難になったことから、ポヤトスが来日し指揮可能になるまでの間、S級ライセンスを持たない甲本が暫定指揮を執ることがJリーグより特例として認められ、4月14日までの10試合で指揮を執り、前回徳島がJ1で戦った2014年の成績を上回る4勝2分4敗の成績でポヤトスに引き継いだ。
2025年シーズンから、リカルド・ロドリゲスが新たに監督に就任することとなった柏レイソルのテクニカル担当スタッフに就任する。

## 所属クラブ
- 1995年 - 1998年 東海大学付属第四高等学校
- 1998年 - 2001年 東海FC.WINGS

## 指導歴
- 2002年 - 2003年 東海大学体育会サッカー部 コーチ
- 2003年 - 2005年 筑波大学蹴球部
  - 2003年 - 2004年 B2 アシスタントコーチ
  - 2004年 - 2005年 B1 アシスタントコーチ
- 2005年 - 2006年 つくばFCU-12、U-10、U-8 コーチ
- 2006年 - 2008年 京都パープルサンガ / 京都サンガF.C.
  - 2006年 - 2007年 トップチーム コーチ
  - 2007年 - 2008年 U-18 コーチ
- 2009年 - 2010年 湘南ベルマーレ テクニカルコーチ
- 2011年 - 2024年 徳島ヴォルティス
  - 2011年 - 2019年 トップチーム コーチ
  - 2020年 - 2023年 トップチーム ヘッドコーチ
  - 2024年 ユース 監督
- 2025年 - 柏レイソルテクニカル担当スタッフ